# Mèchanè d'Éleusis
L'inscription d'Éleusis IG II² 1673 relate le transport, vers -330, de tambours de colonnes depuis les carrières du Pentélique jusqu'au prostoon de Philon à Éleusis, dont chacun pesait environ 7,5 tonnes. Il se fit à flanc de montagne sur des traîneaux freinés par des câbles et en plaine, sur 35 km, sur une sorte de chariot de charpente robuste tiré par des bœufs, appelé mèchanè d'Éleusis par l'archéologue Georges Raepsaet.
IG II² 1673 consiste en un rapport d'epistatai gravé en grec ancien sur une plaque de marbre d'Hymette, conservé désormais au Musée archéologique d'Éleusis.
La meilleure veine de marbre du Pentélique se situait dans l'Antiquité sur le versant Sud-Ouest. Les carrières se trouvant en contrebas, la descente des blocs sur le versant assez abrupt de la montagne, vers l'actuelle Kephissia et le Pedion, posait des problèmes techniques difficiles, astucieusement résolus à l'aide d'un traîneau freiné par câble, glissant sur un chemin aménagé à cet effet. Une fois au bas de la pente, la prise en charge par un transport attelé ne rencontrait plus de gros obstacles de relief sur les quelque 35 km à parcourir en direction d'Éleusis. L'essentiel du trajet se situe dans la plaine. Un véhicule de charpente robuste a donc été spécialement construit pour mener les chapiteaux sur des chemins spécialement aménagés.
« Le transport, comme bien d'autres analogues, répond valablement à un besoin et résout, pour ce faire, une série de problèmes techniques sérieux liés à la neutralisation de poussées élevées par une dispersion des pressions sur les essieux, au roulement, à la résistance au cisaillement du bois plein, à la conduite d'un attelage en file important. Il y a donc application d'une pensée technique intéressante à la résolution de problèmes matériels précis.»
Des milliers de blocs de marbre de plusieurs tonnes ont ainsi probablement été transportés dans l'Antiquité sur des charrois dont la description manque. Vitruve ne rapporte que les exemples spectaculaires et astucieux de systèmes mis en place par Chersiphron, Métagénès ou Peionius, dont l'historicité n'est pas absolument avérée. Vitruve fait d'autre part une large part à une autre catégorie de « machines de charpente », les engins de siège, qu'on voit se multiplier à partir du IVe siècle av. J.-C. et pour lesquels les ingénieurs poliorcéticiens rivalisent d'originalité technique et de gigantisme : la tortue d'Hégétor, l'hélépole - huit roues avec inverseur.
L'intérêt des traités conservés réside éventuellement dans la précision des descriptions relatives au montage et à l'agencement des ouvrages, de leur roulement, de leurs techniques de déplacement. Au chapitre des transporteurs lourds, le diolkos de Corinthe constitue un témoignage rare de chemin guidé dallé, grâce auquel des navires pouvaient traverser l'isthme de Corinthe par voie terrestre sur des charrois tirés par des bœufs.
Dans le monde méditerranéen antique, ânes, mulets et bœufs se partagent les tâches pénibles ; le bœuf s'attelle aux plus lourdes. Le rôle de ce dernier est incomparable, mais encore trop méconnu, et sa compréhension faussée par la prédominance absolue du cheval dans l'iconographie du charroi léger. Le joug est l'élément le plus simple de captation de la force de l'animal tracteur. Bien adapté à la conformation du bœuf, il n'a guère changé depuis l'Antiquité. Sa capacité de traction constitue une de ses nombreuses qualités, mais l'évaluation de celle-ci n'est pas aisée, car elle dépend de la conformation, du type, du poids de l'animal, difficiles à évaluer, mais aussi de facteurs impossibles à préciser, comme la bonne santé, la qualité du dressage ou encore le savoir-faire du conducteur. Il semble que les bœufs grecs antiques pouvaient se comparer aux espèces africaines actuelles de type léger, de 350 à 400 kg. Varron attire par ailleurs notre attention sur la qualité des bœufs de Grèce et d'Épire en particulier. Pour tirer les tambours d'Éleusis, l'attelage de 24 à 30 bœufs utilisé semble vraisemblable.
L'idée de Richard Lefebvre des Noëttes à fort contenu idéologisant, qui voulait « opposer la médiocrité technique du monde grec, par comparaison et opposition avec l'efficacité moderne inventée par l'Europe occidentale », est largement invalidée par des recherches plus récentes. Selon Noëttes, de prétendues déficiences graves du harnachement de trait antique - symptomatique d'une stagnation et d'un blocage technologique général - avaient pu conduire à des solutions de remplacement impliquant l'esclavage.